# Symposia dubiosa
Symposia dubiosa is een spinnensoort in de taxonomische indeling van de waterspinnen (Cybaeidae).
Het dier behoort tot het geslacht Symposia. De wetenschappelijke naam van de soort werd voor het eerst geldig gepubliceerd in 1967 door Roth.